# Каракуш, Джюнейт
Джюнейт Каракуш (тур. Cüneyt Karakuş; род. 20 ноября 1965, Самсун) — турецкий футболист, полузащитник, футбольный тренер.

## Карьера
В 1989 году перешёл в турецкий клуб «Болуспор», вместе с которым на протяжении 3 сезонов выступал в турецкой Суперлиге. В сезоне 1992/1993 футболист вместе с клубом начинал в Первой лиге. В декабре 1992 года покинул клуб. В январе 1993 года вернулся в клуб турецкой Суперлиги «Айдынспор 1923», вместе с которым занял предпоследнее место в турнирной таблице и также вылетел из сильнейшего дивизиона. Позже стал игроком клуба «Кайсериспор», однако не закрепился в клубе, сыграл всего лишь в 2 матчах. Позже выступал в таких клубах как «Чорумспор», возвращался в «Болуспор», вместе с которым выступал в низших лигах турецкого футбола, а также «Мудурнуспор» и «Бартынспор».

## Тренерская карьера
В сентябре 2000 года стал тренером юношеской академии футбольного клуба «Болуспор». В 2003 году стал главным тренером клуба «Шанлыурфаспор». В октябре 2005 года вернулся в «Болуспор», где работал с молодёжным составом. В ноябре 2006 года стал главным тренером клуба. В июне 2007 года покинул пост главного тренера и осенью вернулся в структуру молодёжной команды.Затем также несколько раз входил в тренерский штаб клуба в роли ассистента главного тренера. 
В 2010 году стал главным тренером ганского клуба «Харт оф Лайонз». В январе 2011 года покинул клуб и вскоре присоединился к тренерскому штабу албанского клуба «Беса». В сентябре 2012 года  возглавил турецкий клуб «Бартынспор». 
В сентябре 2013 года снова вернулся в «Болуспор», где стал главным тренером молодёжной команды. В октябре 2015 года вновь стал главным тренером основной команды. В январе 2016 года покинул пост главного тренера и стал работать в клубе в роли скаута. 
В июле 2019 года стал главным тренером клуба «Искендерунспор», однако через месяц покинул пост. В сентябре 2019 года стал главным тренером ганского клуба «Пасифик Хироуз». В мае 2021 года покинул клуб.
В январе 2023 года стал главным тренером молдавского клуба «Динамо-Авто».